# Équipe d'Irlande de curling
L'équipe d'Irlande de curling est la sélection qui représente l'Irlande rassemblant les meilleurs joueurs professionnels de l'Irlande ainsi que de l'Irlande du Nord dans les compétitions de curling au niveau européen et mondial. Concernant les épreuves de curling aux Jeux olympiques, Grande-Bretagne est représenté uniquement de curlers écossais, l’Écosse concentrant l'essentiel des pratiquants britanniques.
En 2017, l'équipe nationale est classé comme nation numéro 36 chez les hommes et 33 chez les femmes.

## Historique
Le 10 décembre 1993, huit curlers d'Irlande du Nord, hommes et femmes, se sont rencontrés au Gogar Park Ice Rink d'Édimbourg et il a été décidé que l'idée d'une association de curling d'Ulster ou d'Irlande valait la peine d'être poursuivie.
Le premier match international a eu lieu le 19 mars 1994 à Lockerbie face aux équipe du Pays de Galles. Les hommes d'Ulster ont gagné 13-2 et les femmes par 10-2.

## Palmarès et résultats

### Palmarès masculin
Titres, trophées et places d'honneur
- Championnats du monde Hommes depuis 2006 (1 participation(s))
  - Meilleur résultat : 12e pour : Championnats du monde Homme - Round Robin
- Championnats d'Europe Hommes depuis 2005 (3 participation(s))
  - Meilleur résultat : Tie-break en 2006

### Palmarès féminin
Titres, trophées et places d'honneur
- Championnats du monde Femmes : aucune participation
- Championnats d'Europe Femmes depuis 2005 (3 participation(s))
  - Meilleur résultat : Tie-break en 2006

### Palmarès mixte
Titres, trophées et places d'honneur
- Championnat du Monde Doubles Mixte depuis 2015 (2 participation(s))
  - Meilleur résultat : Huitièmes de finale en 2017